# Alexandre Séon

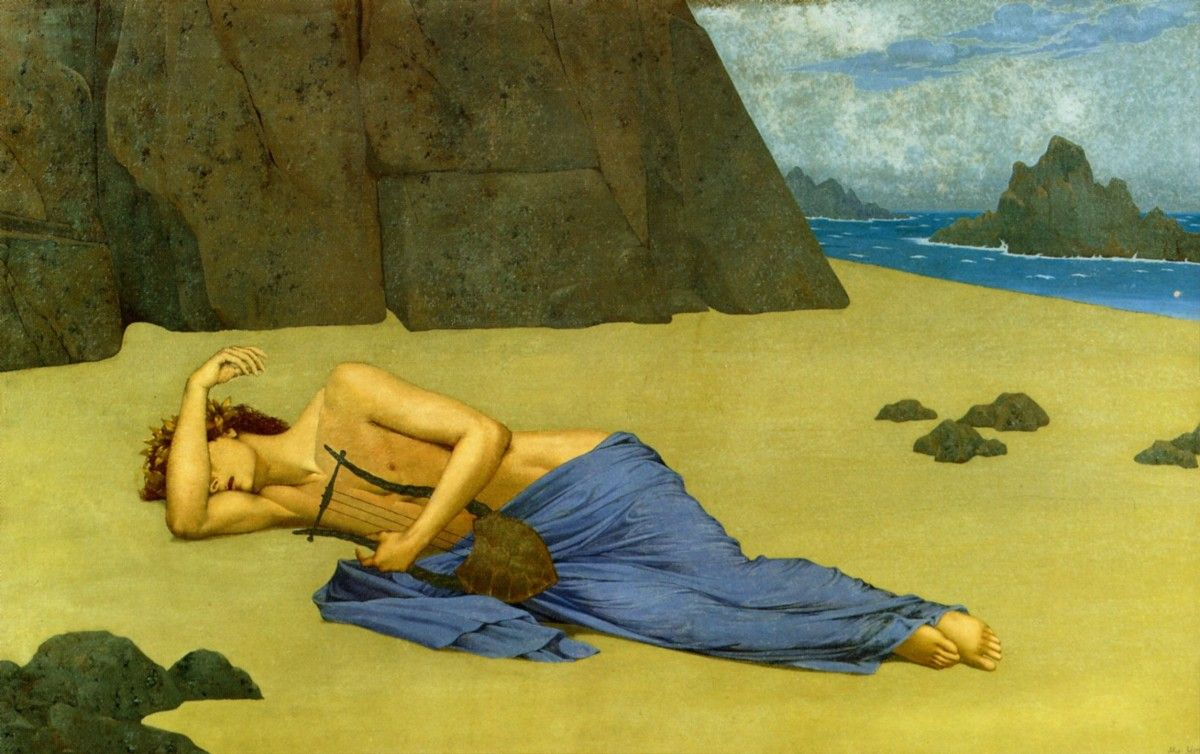
Lamento de Orfeo (1896), Museo de Orsay, París

Alexandre Séon (Chazelles-sur-Lyon, 18 de enero de 1855-París, 5 de mayo de 1917) fue un pintor, ilustrador y decorador simbolista francés. 

## Biografía
Estudió en la Académie des beaux-arts de Lyon. Establecido en París en 1877, fue discípulo de Henri Lehmann y Pierre Puvis de Chavannes. Fue el fundador con Joséphin Péladan y Antoine de la Rochefoucauld del Salon de la Rose+Croix. En 1891 realizó un retrato de Péladan con apariencia babilónica. Una de sus mejores obras es Lamento de Orfeo (1896, Museo de Orsay, París).